# Черни-Врых (гора)
Че́рни-Врых (болг. Черни връх) — горная вершина на западе Болгарии, самая высокая в горном массиве Витоша.

## География, история

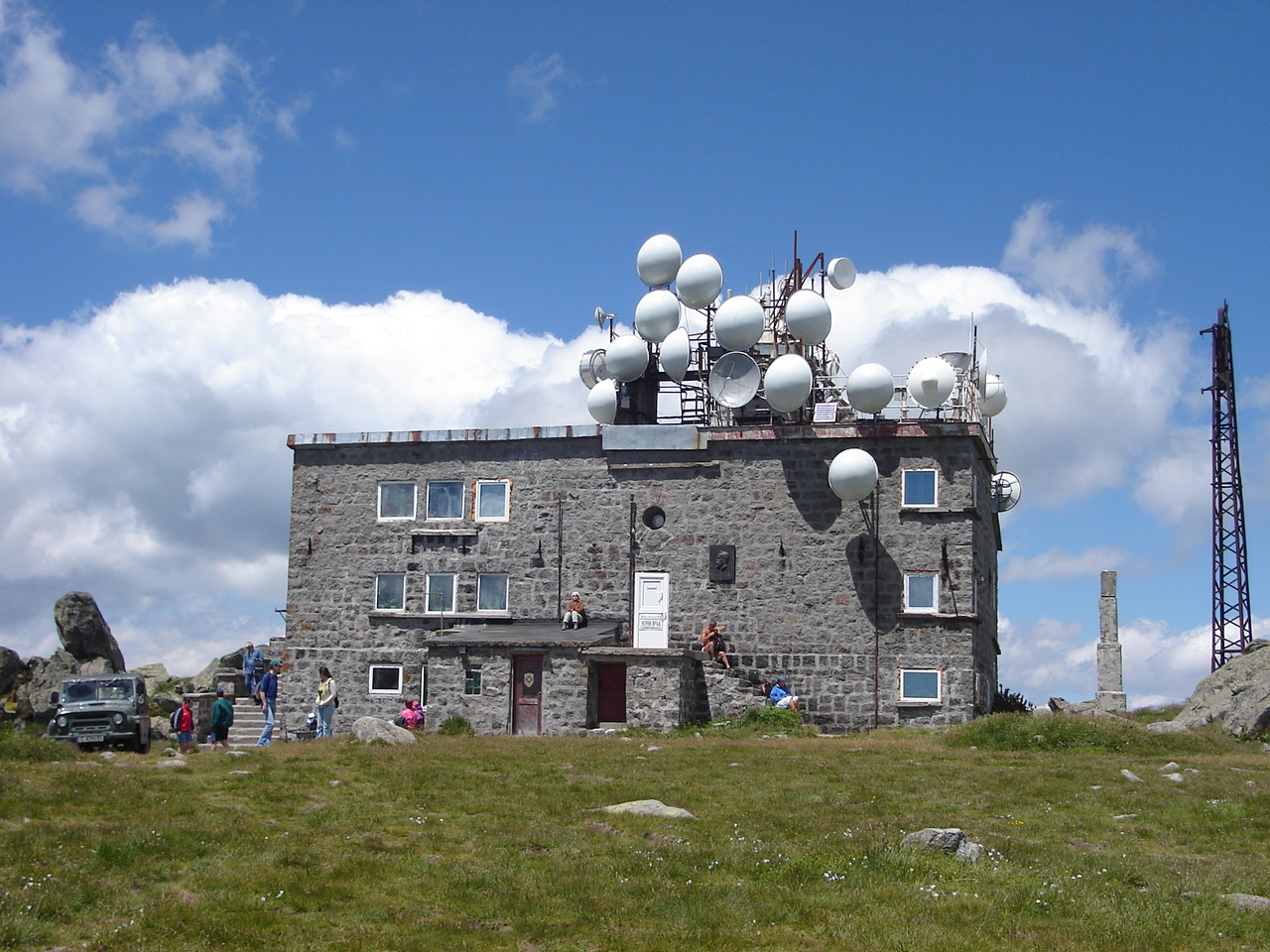
Метеорологическая станция

Высота — 2290 метров. Черни-Врых является самой высокой среди вершин Витоши, а также четвёртой по высоте Болгарии.
Первое исследование Черни-Врыха было в 1836 году, в рамках экспедиции французского геолога Ами Буэ. С конца XIX века Черни-Врых (как и остальные вершины массива Витоша) стал популярен среди туристов и альпинистов. С 1935 года там действует метеорологическая станция.

## Культура
Знаменитый болгарский поэт Иван Вазов посвятил Черни-Врыху стихотворение «На Черния връх».